# Tauraco erythrolophus
Il turaco crestarossa o turaco cresta rossa (Tauraco erythrolophus Vieillot, 1819) è un uccello della famiglia Musophagidae.

## Sistematica
Tauraco erythrolophus non ha sottospecie, è monotipico.

## Distribuzione e habitat
Questo uccello è endemico dell'Angola.